# Mona Berciu
Mona Inesa Berciu es una física teórica rumano-canadiense especializada en la materia condensada cuya investigación involucra efectos electromagnéticos en materiales, incluido el ferromagnetismo, la superconductividad, los semiconductores magnéticos, las bandas prohibidas fotónicas, los polarones, la espintrónica y el efecto Hall cuántico. Se desempeña como profesora de física en la Universidad de Columbia Británica.

## Biografía
Representó a Rumania en la Olimpiada Internacional de Física de 1989, obteniendo una mención honorífica y un premio a la mejor competidora femenina. Estudió en la Universidad de Bucarest, donde obtuvo una licenciatura en física en 1994. Llegó a la Universidad de Toronto para realizar estudios de posgrado en física, obtuvo una maestría en 1995 y completó su doctorado en 1999. Su tesis llevó por título, Un modelo microscópico para el comportamiento de líquidos no Fermi y el emparejamiento de portadores de carga en un sistema de electrones 2D puramente repulsivo, y fue supervisada por Sajeev John.
Después de una investigación postdoctoral con Ravindra N. Bhatt en la Universidad de Princeton, se unió a la Universidad de Columbia Británica como profesora asistente de física en 2002. Es profesora titular desde 2012.
La Asociación Canadiense de Físicos le otorgó su Medalla CAP 2013 a la Excelencia en la Enseñanza de Física de Pregrado. Fue nombrada miembro de la Sociedad Estadounidense de Física (APS) en 2019, después de una nominación de la División de Física de la Materia Condensada de la APS, "por sus destacadas contribuciones a la teoría de polarones y semiconductores magnéticos diluidos".